# Cámara Argentina de Comercio Electrónico
La Cámara Argentina de Comercio Electrónico (CACE) es una asociación civil sin fines de lucro y organización patronal argentina creada en 1999 con el objetivo de divulgar y promover el uso de las nuevas tecnologías aplicadas al trabajo y los negocios, las comunicaciones, el comercio y los negocios electrónicos.
CACE lleva adelante las iniciativas de Hot Saley, desde 2012, CyberMonday en Argentina.
En Argentina el equipo de Carlos Mazalán, de Mazalán Comunicaciones es su agencia de relaciones públicas y donde los medios pueden recibir información y estar actualizados.